# 卡尔德纽埃拉里奥皮科
卡尔德纽埃拉里奥皮科，是西班牙卡斯蒂利亚-莱昂布尔戈斯省的一个市镇。总面积11平方公里，总人口101人（2001年），人口密度9人/平方公里。